# Artère musculophrénique
L'artère musculophrénique (ou artère thoracophrénique) est une branche terminale de l'artère thoracique interne.

## Description
L'artère musculophrénique nait avant l'artère épigastrique supérieure au niveau du sixième espace intercostal. 
Elle descend obliquement derrière les derniers cartilages costaux le long des insertions du diaphragme.  
Dans son parcours, elle distribue deux rameaux artériels intercostaux antérieurs, un supérieur et un inférieur aux septième, huitième et neuvième espaces intercostaux. Ces rameaux sont également appelés artères intercostales antérieures. 
Elle se termine dans les muscles intercostaux des deux derniers espaces intercostaux.